# The West China Missionary News
The West China Missionary News (tdl. ‘Noticias Misioneras de China Occidental’) fue una revista de actualidad publicada en Chengtu (Sichuan, China) entre 1899 y 1943, por la Junta Asesora de Misiones de China Occidental e impresa por la Imprenta de la Misión Metodista Canadiense. La revista estaba dirigida a los misioneros protestantes que trabajaban en la provincia de Sichuan (antiguamente romanizada como Szechwan o Sz-Chuan; también denominada «China Occidental»), y fue el primer periódico en idioma inglés de dicha provincia.

## Historia
La publicación de The West China Missionary News fue uno de los resultados de una conferencia protestante celebrada en Chungking en enero de 1899. La revista se inició como una plataforma de comunicación entre misioneros de varias confesiones protestantes. Salió a la luz en febrero de 1899, bajo la dirección editorial de Mary Jane Davidson, con la ayuda de su marido, Robert John Davidson, quienes eran misioneros cuáqueros de la Asociación de las Misiones Extranjeras de los Amigos (AMEA). Joseph Beech, un misionero metodista estadounidense, fue asistente de la editora a finales del año 1899; W. H. Aldis, misionero anglicano inglés, fue uno de los subeditores.
En 1900, con la ayuda de algunos miembros de la AMEA, A. Warburton Davidson, el cuñado de Mary Jane, compró una pequeña imprenta en Londres y la llevó a Sichuan. Los primeros volúmenes eran de gran formato (8 × 101⁄2 pulgadas), pero A5 (5,8 × 8,3 pulgadas) se convirtió en el estándar de The News desde la publicación del volumen III (1901), un tamaño adaptado a la nueva imprenta.
Como periódico «para los misioneros, sobre los misioneros y escrito por los mismos misioneros», los puestos de jefe de redacción y gerente estaban ocupados casi exclusivamente por misioneros occidentales; sin embargo, se unieron los editores locales al consejo editorial más tarde, como S. C. Yang (Yang Sao-chuan, un cristiano cuáquero). Los colaboradores incluyeron a David Crockett Graham, George John Bond, Vyvyan Donnithorne, Thomas Torrance, Theo Sørensen, y Song Cheng-tsi, por nombrar solo algunos. Aunque estaba dirigida principalmente a los misioneros trabajando en la China Occidental, la revista tenía servicios de suscripción en Los Ángeles para lectores de cualquier lugar del mundo. Su mayor tirada rondaba los 450 ejemplares. Durante la segunda guerra sino-japonesa (1937–1945), la revista perdió sus suscriptores internacionales y las donaciones de fondos, dejó de publicarse en 1943.
Leslie Gifford Kilborn habló muy favorablemente de The West China Missionary News en la reunión anual de 1942 de la Sociedad de Investigación Fronteriza de China Occidental y dijo que The News es «un verdadero cofre de tesoros de conocimiento e investigación científica. No solo conecta a misioneros de diversas confesiones trabajando en China Occidental, sino también cubre una amplia gama de temas que incluyen estudios de idiomas locales, costumbres, religión, economía, medicina, medioambiente y minorías étnicas, así como la traducción de obras históricas relacionadas con la región de Szechwan. The News sirve como un relato de primera mano de la Revolución de 1911 y las distintas facciones surgidas en Yunnan, Kweichow y Szechwan durante este período, lo que sin duda proporciona información valiosa para los estudios regionales.»

## Jefes de redacción
- Mary Jane Davidson (febrero de 1899 – mayo de 1906)
- Sra. John Parker (agosto de 1902 – diciembre de 1906)
- Omar Leslie Kilborn (enero de 1907 – abril de 1909)
- Henry Hodgkin (mayo de 1909 – enero de 1910)
- Joseph Taylor (1910–1912, 1917–1922, 1925–1929, 1934–1936)
- James Livingstone Stewart (1912–1917, 1922–1925)
- Lewis Frederick Havermale (1929–1931)
- Frederick Boreham (1931–1934)
- Homer G. Brown (1936–1939)
- Albert French Lutley (1940–1943)